# Extruzivní hornina

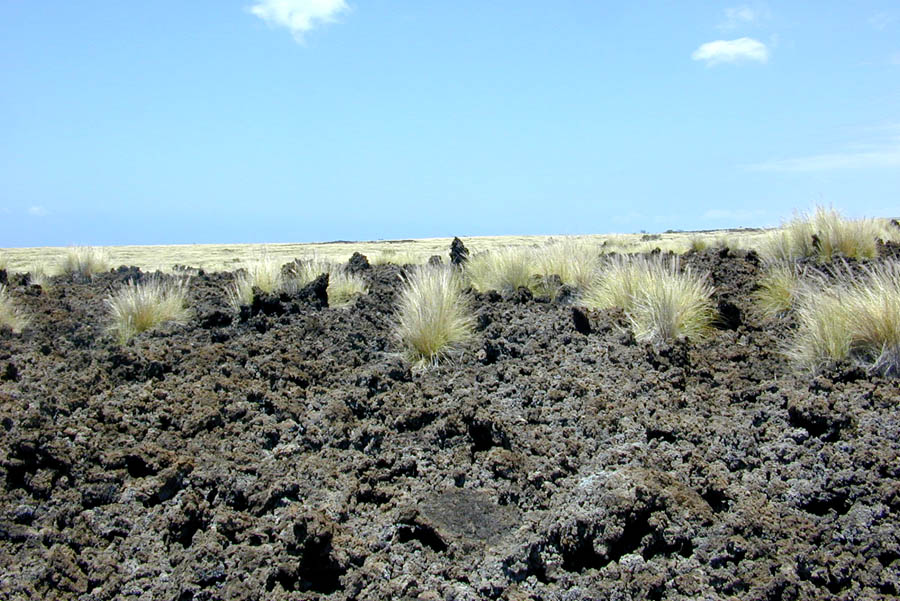
Utuhnuté lávové pole na Havajských ostrovech

Extruzivní hornina, výlevná hornina (též vulkanická hornina, vulkanit, efuzívní hornina) je geologický termín označující horninu sopečného původu, která utuhla na povrchu nebo těsně pod povrchem. Tělesa vytvořená extruzivními horninami se nazývají extruze. Mívají tvary různých lávových proudů a dómů, případně klastických uloženin – tefra, pyroklastické proudy, tufy.
Vulkanické horniny mají často pórovitou strukturu, vytvořenou únikem plynů z vylité lávy. Mezi nejčastěji se vyskytující výlevné horniny patří andezity, ryolity, trachyty a bazalty.

## Klasifikace
Extruzivní horniny, na rozdíl od intruzivních, obvykle nemají dobře vykrystalizované jednotlivé minerály. Často jsou mikrokrystalickou směsí pozorovatelnou jen v polarizačním mikroskopu, zvanou matrix, s ojedinělými vyrostlicemi jednotlivých minerálů. Někdy je hornina sklovitá nebo škvárovitá.
Když se modální minerální složení nedá dobře identifikovat, použití QAPF diagramu (i když existují jeho varianty pro výlevné horniny) ke klasifikaci ztrácí smysl. Tehdy se používá jiný, tzv. TAS diagram. Je založen na klasifikaci podle chemického složení, konkrétně obsahu SiO2 a alkálií (Na2O + K2O).